# 日本女子体育短期大学
日本女子体育短期大学（にほんじょしたいいくたんきだいがく、英語: Japan Women's College of Physical Education）は、東京都世田谷区北烏山8-19-1に本部を置いていた日本の私立大学である。1950年に設置され、2000年に廃止された。大学の略称は日女体短。

## 概要

### 大学全体
- 東京都世田谷区に所在した日本の私立短期大学で、設置主体は学校法人二階堂学園[1]。
- 国内で最初に認可された短期大学149校[注 1]の1校として、1950年に2学科体制で開学した[2]。以後、学科数は変わらず[注 2]。
- 1998年度の入学生を最後に[注釈 2]、2000年に短期大学としての使命を終える[4]。

### 教育および研究
- 「女子体育の母」と慕われた二階堂トクヨにより1922年に創立された二階堂体操塾が起源となっており、体育をベースとした教育を行っていた。

## 沿革
- 1922年
  - 二階堂体操塾が創設される。
- 1926年
  - 日本女子体育専門学校に昇格。
- 1949年
  - 10月 文部省[注釈 3]に短期大学[注 3]の設置認可に関する申請を行う[注 4]。なお、学科・専攻は以下の通りとなっている[注 5]。
    - 体育専攻 入学定員100名
    - 保育専攻 入学定員80名
    - 別科 入学定員50名
- 1950年
  - 3月14日 左記を以て短期大学の設置が文部省[注釈 3]より認可される[注 6]。
  - 4月1日 左記を以て日本女子体育短期大学が以下の学科体制にて開学する[注 7]。
    - 体育専攻→体育科 入学定員100名→40名
    - 保育専攻→保育科 入学定員80名→20名
    - 別科 入学定員50名
- 1951年
  - 3月5日 学校法人二階堂学園が成立する[15]。
- 1954年
  - 5月1日 学生数[16]/定員
    - 体育科 390[注釈 4]/80
    - 保育科 74[注釈 4]/40
- 1962年
  - 4月1日 体育科の入学定員を40→150に増員[17]。
  - 5月1日 学生数[18]/定員
    - 体育科 646[注釈 4]/190
    - 保育科 84[注釈 4]/40
- 1967年
  - 4月1日 体育科を以下の通り専攻分離する[19]。
    - 体育専攻 入学定員100名[注釈 5]
    - 舞踊専攻 入学定員50名[注釈 5]

  - 5月1日 学生数[21]/定員
    - 体育科 726[注釈 4]/300
    - 保育科 135[注釈 4]/40
- 1971年
  - 4月1日 保育科の入学定員を20→80に増員[注 8]。
  - 5月1日 学生数[26]/定員
    - 体育科 537[注釈 4]/300
    - 保育科 349[注釈 4]/100
- 1985年
  - 5月1日 学生数[27]/定員
    - 体育科 678[注釈 4]/300
    - 保育科 469[注釈 4]/160
- 1986年
  - 5月1日 学生数[28]/定員
    - 体育科 677[注釈 4]/300
    - 保育科 479[注釈 4]/160
- 1987年
  - 5月1日 学生数[29]/定員
    - 体育科 619[注釈 4]/300
    - 保育科 486[注釈 4]/160
- 1991年
  - 4月1日 学科・専攻の入学定員増を以下の通り行う[注 9]。
    - 体育科体育専攻 100→200

  - 5月1日 学生数[34]/定員
    - 体育科 589[注釈 4]/400
    - 保育科 258[注釈 4]/160
- 1992年
  - 4月1日 学科・専攻の入学定員増を以下の通り行う[注 10]。
    - 体育科舞踊専攻 50→80

  - 5月1日 学生数[注 11]/定員
    - 体育科 699[注釈 4]/530
    - 保育科 227[注釈 4]/160
- 1993年
  - 5月1日 学生数[39]/定員
    - 体育科 687[注釈 4]/560
    - 保育科 193[注釈 4]/160
- 1998年
  - 4月1日 この年度で短期大学としての学生募集が最後となる[注釈 2]。
  - 5月1日 学生数[40]/定員
    - 体育科 651[注釈 4]/560
    - 保育科 190[注釈 4]/160
- 1999年
  - 5月1日 学生数[41]/定員
    - 体育科 360[注釈 4]/280
    - 保育科 91[注釈 4]/80
- 2000年
  - 7月28日 左記をもって正式に廃止とする[1]。

## 基礎データ

### 所在地
- 東京都世田谷区松原2-17-22（1950年4月1日 - 1971年3月8日まで）
- 東京都世田谷区北烏山8-19-1[注釈 1]（1971年3月9日 - 2000年7月28日廃止）

### 象徴
- 日本女子体育短期大学のカレッジマークは右記資料を参照のこと[42]

## 教育および研究

### 組織

#### 学科
- 体育科
  - 体育専攻 入学定員200名[注釈 6]
  - 舞踊専攻 入学定員80名[注釈 6]
- 保育科 入学定員80名[注釈 6]

##### 設置計画のあった学科
- 体育芸術科 入学定員50名[注 12]

#### 専攻科
- なし

#### 別科
- なし

#### 取得資格について
- 中学校教諭二種免許状（保健体育）：体育科[44]
- 保育士資格・幼稚園教諭二種免許状：保育科[44]
- 体育科では、当初中学校教諭ほか高等学校教諭仮免許状（保健体育）の教職課程を併設[46]。

### 研究
- 『児童文学ゼミ』[47]

## 大学関係者と組織

### 大学関係者一覧
歴代学長
- 金子明友

教員
- 江口隆哉
- 戸倉ハル[48]

#### 出身者
- 伊藤ミカ - 舞踏家
- 中山紀子 - バドミントン選手
- 板本洋子 - 結婚評論家
- 服部良子 - ミュージカル女優
- 水沢アキ - 女優
- 鍵田真由美 - フラメンコ舞踊家
- 森以鶴美 - ミュージカル女優
- 生田智子 - 女優
- 倉沢淳美 - タレント、歌手、女優
- 永井真理子 - ミュージシャン
- 後藤麻子 - ローカルタレント

## 対外関係

### 系列校
- 日本女子体育大学
- 日本女子体育大学附属二階堂高等学校
- 我孫子二階堂高等学校
- 日本女子体育大学附属みどり幼稚園
- 二階堂幼稚園

## 卒業後の進路について

### 就職について
- 主に、社会体育指導者や教員関係、舞踊芸能関係が多いものとなっていた。

### 編入学･進学実績
- 日本女子体育大学への編入学制度があった。